# Millville, New Jersey
Millville är en stad (city) i Cumberland County i New Jersey. Vid 2010 års folkräkning hade Millville 28 400 invånare.

## Kända personer från Millville
- Steven S. DeKnight, manusförfattare och producent
- Anne Waldman, poet